# Tombuctú
Tombuctú (oficialmente, en francés: Tombouctou; en tuareg ⵜⵏⴱⵈⵜ Tin Buqt; en koyra chiini, Tumbutu; en inglés: Timbuktu), apodada «la ciudad de los 333 santos», es una ciudad situada a siete kilómetros del río Níger, capital de la región homónima, en la República de Malí. Con sus 54 453 habitantes es la localidad más poblada de la región y la decimotercera ciudad del país. Su ubicación geográfica la convierte en un punto de encuentro entre África Occidental y las poblaciones nómadas bereberes, siendo un enclave histórico de la ruta comercial transahariana. 
Se hizo próspera por Mansa Musa, rey del Imperio de Malí quien se anexionó pacíficamente la ciudad en 1324. Tombuctú fue capital intelectual y espiritual del Islam en toda África durante los siglos XV y XVI. Acoge varias madrasas y la prestigiosa Universidad de Sankore, considerada la primera universidad del mundo.
Hoy en día se conservan veintidós mausoleos de los «santos» musulmanes de Tombuctú, de los cuales dieciséis forman parte del Patrimonio de la Humanidad. Tres de las tumbas pertenecen a las tres grandes mezquitas Djingareyber, Sankore y Sidi Yahya. Al ser de barro toda la ciudad y sus monumentos, están bajo la amenaza de la desertificación, siendo probable la desaparición de Tombuctú para 2100. Estudiosos locales y coleccionistas todavía cuentan con una impresionante colección de antiguos textos griegos y en el siglo XIV fueron escritos y copiados importantes libros, estableciendo la ciudad como centro de una importante tradición escrita en África.

## Etimología
Existen varias teorías para intentar explicar el origen del nombre de la ciudad. Por un lado, se cree que se compone de la unión de tin, que significa «lugar» y buktu, que es el nombre de una vieja mujer maliense conocida por su honestidad y que vivió en la región. Los tuareg y otros viajeros confiaban a esta mujer todas sus pertenencias que no tenían uso en su viaje de regreso al norte. Así, cuando estos volvían a casa y les preguntaban dónde había dejado sus pertenencias, estos respondían que las habían dejado en Tin Buktu, esto es «el lugar donde vive Buktu».
Para Abderrahmane Es Saâdi la ciudad recibe ese nombre debido a que, en sus orígenes, algún bien fue custodiado por un esclavo llamado Buctú, que significa «de Essuk» (una localidad del norte de Malí, a menudo referida por historiadores árabes como Tadmakka). Por tanto, en bereber significaría «el lugar de Buctú». Otra teoría de René Basset propone que proviene del idioma bereber antiguo, en el que buqt significa «lejos», así que Tin-Buqt significaría «un lugar lejano», como lejana es una localidad en el desierto del Sahara. Para otros, como el explorador alemán del siglo XIX Heinrich Barth, la segunda parte del nombre proviene de la palabra árabe nekba, que significa «duna», significando por tanto «lugar de dunas» o «depresión entre las dunas».

## Historia

### Orígenes

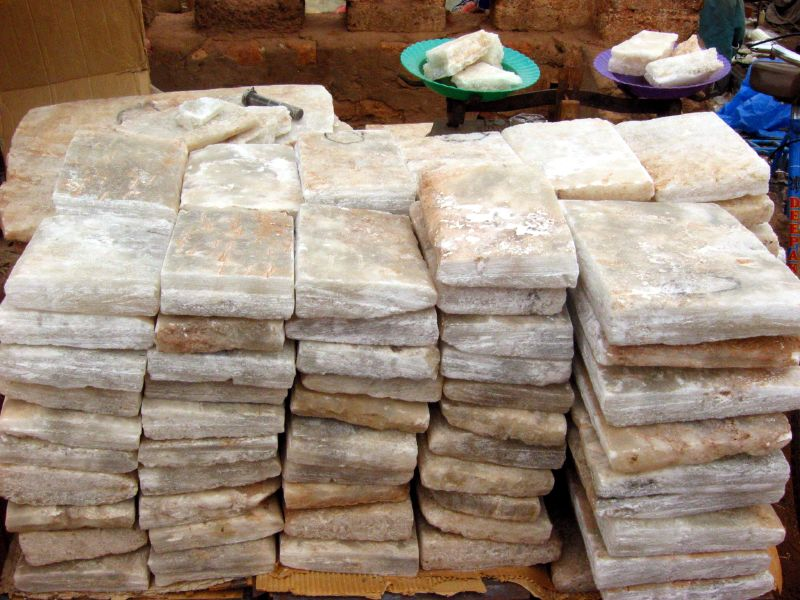
Placas de sal en Tombuctú.

La ciudad fue fundada por los tuareg en torno al año 1100 por su proximidad al río Níger como un puesto de comercio, durante la dinastía Mandinga. Tombuctú era el punto de entrada al desierto del Sahara en la ruta transahariana desde el sur al norte; aquí se reunían los camelleros tuareg, quienes comerciaban con la sal que traían del Mediterráneo y la intercambiaban por oro, fruta y pescado con las tribus negras que poseían dichos bienes en abundancia. La procedencia del oro con el que comerciaban estas tribus era desconocida, y sumado al hecho que no se permitía la entrada a la ciudad a los no musulmanes, originó las más diversas leyendas sobre la ciudad. Un antiguo proverbio de Malí decía:

El oro viene del sur, la sal del norte y el dinero del país del hombre blanco; pero los cuentos maravillosos y la palabra de Dios solo se encuentran en Tombuctú.
Proverbio maliense

Durante el siglo XIV se construyó la muralla actual y la primera mezquita. Tuvo su mayor esplendor durante el reinado de los Askia (1493-1591), con más de 100 000 habitantes de diversas etnias: bereberes, árabes, mauritanos, bambas y tuareg. Los habitantes estaban organizados en barriadas, donde se agrupaban, pero manteniendo activa la ciudad mediante el comercio.
Pero Tombuctú también fue famosa por su cultura, y se convirtió en un centro de estudios islámicos gracias a las diversas facultades de su universidad. Cuando la prohibición a los no musulmanes fue levantada, durante la época francesa, llegaron a su universidad letrados y científicos de distintos lugares, españoles, egipcios, persas y de todo el Magreb.

### Dominio del Imperio de Malí
En 1312, Mansa Musa se convirtió en el rey del Imperio de Malí, y fue él quien convirtió a Tombuctú en un importante centro comercial y en un gran centro de estudios islámicos. Entonces, el imperio controlaba gran parte de las rutas comerciales entre el oro del sur y la sal del norte; doce años después se anexionó la ciudad y la potenció como punto de unión de estas rutas comerciales.
Mansa Musa fue un devoto musulmán, interesado en expandir la influencia del islam. En sus primeros años como rey, envió a ciudadanos malienses a estudiar en las universidades marroquíes; al final de su reinado estos ciudadanos volvieron y establecieron sus propios centros de estudio en la ciudad. Como musulmán, ordenó la construcción de grandes mezquitas (entre ellas la mezquita de Djingareyber en Tombuctú, por el arquitecto granadino Abu Haq Es Saheli en 1326), bibliotecas y madrasas. Aunque el Imperio Malí perdió el control sobre la región en el siglo XV, la ciudad permaneció como el mayor centro islámico del África subsahariana.

### Dominio del Imperio songhai

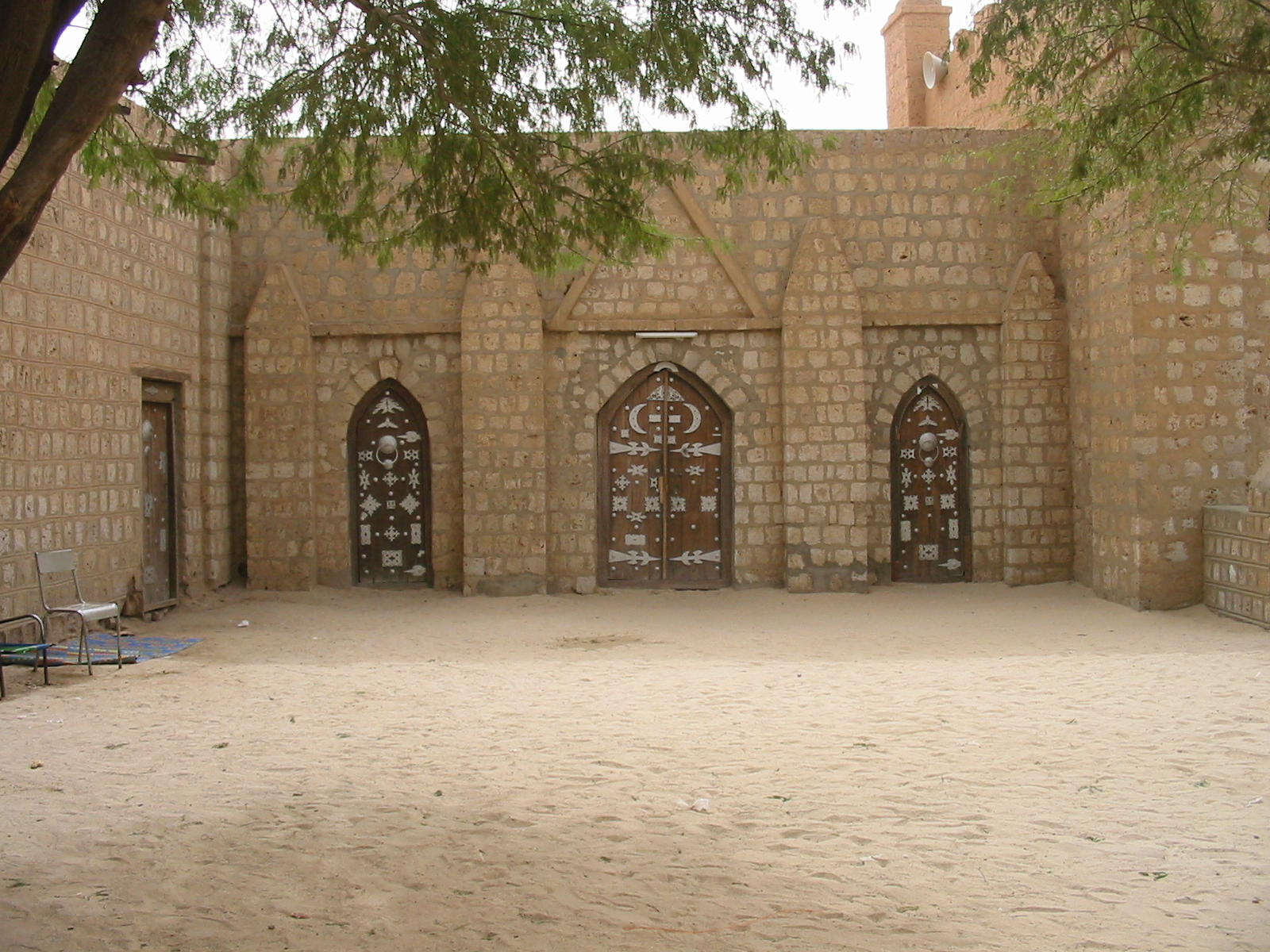
Puertas de la Universidad islámica de Sankore.

Si bien bajo el control de Mansa Musa la ciudad prosperó, la edad dorada de Tombuctú llegó bajo el dominio del Imperio songhai; la ciudad fue conquistada por las tropas enviadas por el rey Sonni Alí en 1468. Este monarca, animista convencido, persiguió los musulmanes y especialmente a los círculos intelectuales de Tombuctú.
Su sucesor, Askia Mohamed I fue sin embargo un devoto musulmán que utilizó a los estudiantes como asesores legales sobre cuestiones éticas. Bajo su reinado, la religión y el estudio ocuparon de nuevo un lugar principal en el Imperio songhai. Estudiantes de todo el mundo islámico acudieron a la Universidad de Sankore (una de las primeras de África) y a las 180 madrasas con las que contaba la ciudad, donde se enseñaba teología, ley islámica y literatura. Unos 25 000 alumnos estudiaron un riguroso programa académico.

### Dominio marroquí
En 1591, tropas mandadas por el sultán de Marruecos conquistaron la ciudad y otras poblaciones de la zona. La expedición estaba formada en gran medida por moriscos, al mando de los cuales se encontraba un morisco castellano conocido como Yuder Pachá; la mayor parte de estos soldados se quedaron en Tombuctú y se fundieron con la población local.
El dominio marroquí duró casi doscientos años, al cabo de los cuales los sultanes perdieron interés por la ciudad dado que no habían llegado a controlar las minas de oro y que resultaba demasiado caro mantener el poder nominal sobre la misma y sobre la región en general.

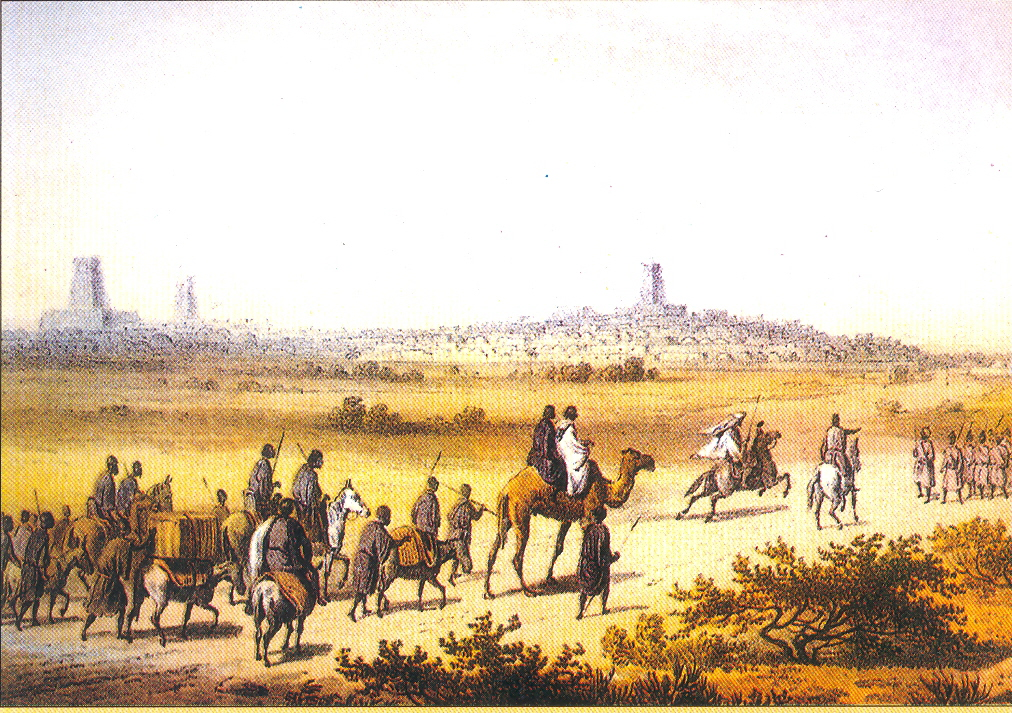
Tombuctú visto desde la distancia por Heinrich Barth, el 7 de septiembre de 1853.

Durante siglos la entrada a la ciudad estuvo vedada a no musulmanes. El primer europeo que entró en la ciudad fue León el Africano, un musulmán granadino que estuvo en ella en la primera mitad del siglo XVI acompañando a su tío en un viaje diplomático. El primer europeo no musulmán en entrar en Tombuctú fue el explorador escocés Alexander Gordon Laing, que salió de Trípoli en febrero de 1825 con la intención de estudiar la cuenca del río Níger. Llegó a Tombuctú en agosto de 1826 y fue obligado a marchar pocas semanas después, aunque no llegó muy lejos, pues fue asesinado en el desierto. (Anteriormente, tal vez el escocés Mungo Park logró llegar a ella, pero se ahogó en el Níger y con él se perdió el diario en que lo contaba).

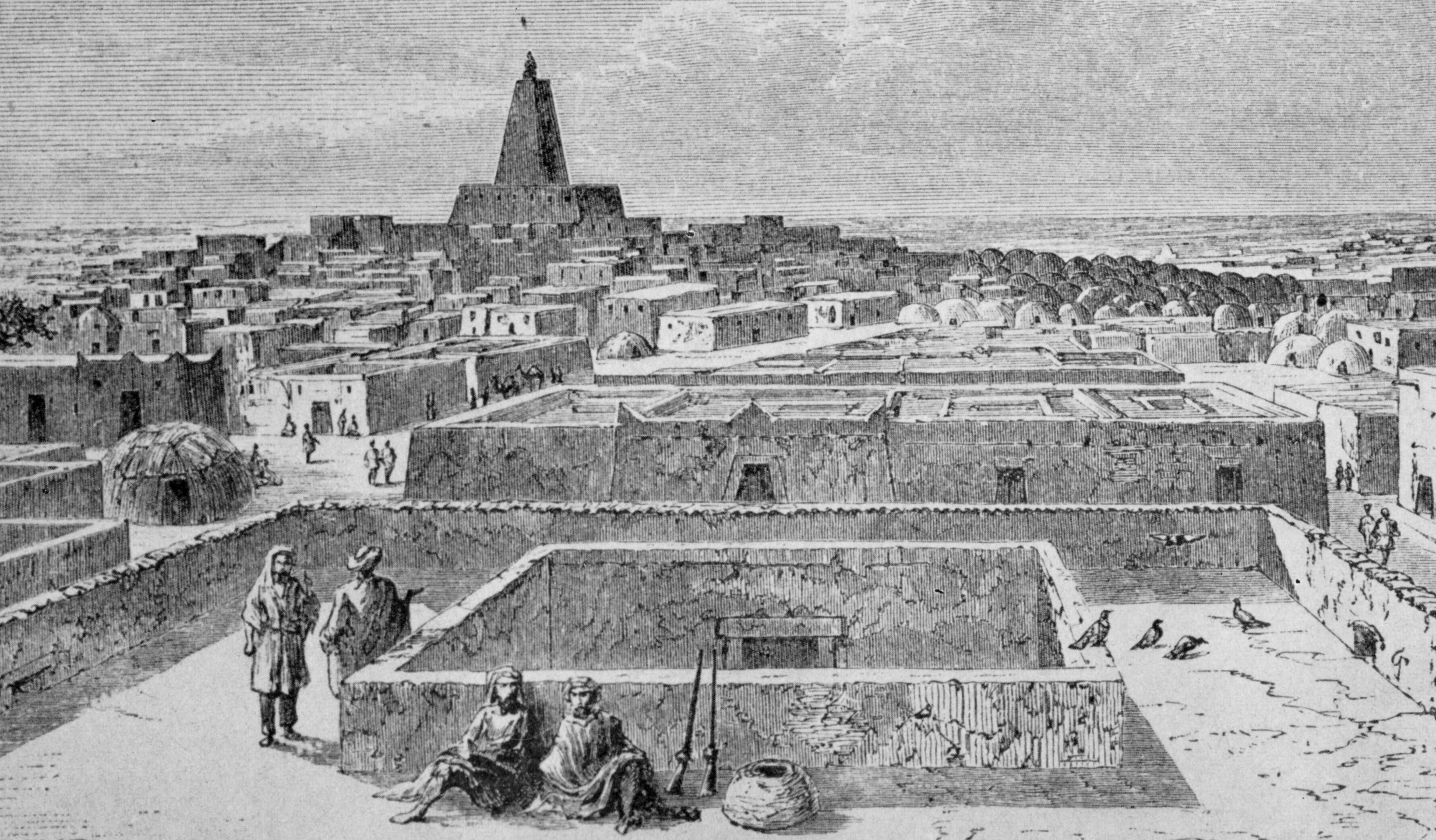
Tombuctú, según el libro Heinrich Barth, viajes y descubrimientos, de 1858.

Poco después, en 1827, visitó la ciudad el francés René Caillié, que llegó navegando por el río Níger disfrazado de musulmán. Permaneció en ella dos semanas, tomando notas que luego publicaría en su libro Journal d'un voyage à Tombouctou (Diario de un viaje a Tombuctú), en el año 1830, de vuelta ya en Francia. Se convirtió así en el primer europeo en volver de Tombuctú para contarlo, aunque falleció pocos años después debido a una enfermedad contraída en África. Años antes había estado el marinero francés Paul Jubert, quien llegó a la ciudad tras sufrir un naufragio frente a las costas de Marruecos y Senegal, siendo hecho prisionero y conducido a Tombuctú, donde fue vendido como esclavo; nunca recuperó su libertad y falleció al cabo de algunos años en Marruecos como cautivo.

### Dominio francés
En 1893 la ciudad cae bajo la dominación colonial francesa, no sin la resistencia de los tuaregs, que sufrieron grandes bajas. La ocupación francesa se mantuvo hasta 1960, cuando el Sudán francés se independizó con el nombre de República de Malí.

### Después de la independencia de Malí

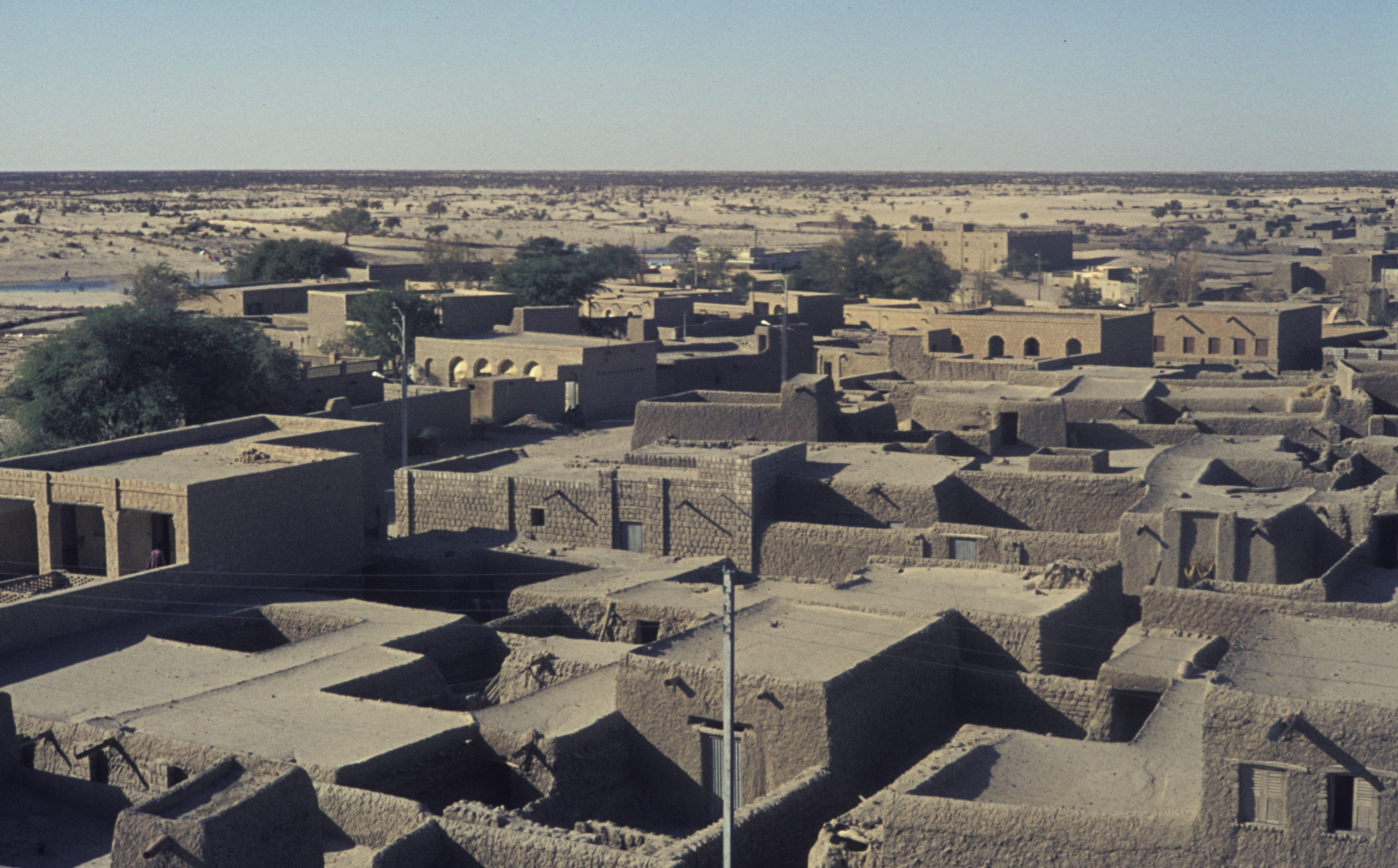
Tombuctú en 1974.

La ciudad de Tombuctú, pese a su historia, se enfrenta a diversos problemas de carácter natural y económico. En primer lugar, la situación de la ciudad, muy próxima al desierto, la convierte en objeto de fuertes tormentas de arena. Debido, también, a su proximidad al río Níger, Tombuctú sufre las crecidas del río que dejan a la ciudad completamente aislada. Cuando esto ocurre, tan solo se puede acceder a ella o abandonarla por medio del transporte marítimo o cruzando el desierto.
Por otro lado, el turismo siempre ha sido uno de los baluartes más importantes de la mítica ciudad. Sin embargo, hay pocos restos que reflejen la rica historia de Tombuctú, siendo la mezquita de Djingareyber una de las pocas atracciones históricas que permanecen en pie. Las guías turísticas apenas hacen hincapié en Tombuctú y eso se refleja en una pérdida considerable de turistas. Un anciano local de Tombuctú recuerda que «antes todo el mundo quería venir a Tombuctú, pero ahora ya no viene nadie. Solo cuatro turistas. Y los pocos que vienen se largan enseguida. Buscan palacios, monumentos y murallas, y cuando no los ven creen que no hay nada que valga la pena». Para tratar de relanzar turísticamente la ciudad, el gobierno de Malí construyó un nuevo aeropuerto en la ciudad, inaugurado en 2006.

#### Destrucción
En el contexto de la rebelión tuareg de 2012, el 1 de abril la ciudad cayó en manos del Movimiento Nacional para la Liberación del Azawad, ya que las fuerzas militares de Malí se retiraron de ella prácticamente sin luchar. Durante los primeros días la situación fue de un enorme descontrol, incluyendo saqueos, sin saberse quién controlaba la ciudad. Tras la conquista tuareg de esta ciudad, desde algunas instituciones culturales internacionales se hicieron numerosos llamamientos para poner fin a esta situación y preservar los tesoros artísticos que se encuentran en esta ciudad.
Gran parte de los monumentos históricos de la ciudad fueron destruidos por el grupo terrorista islámico Ansar ad-Din al considerarlos «impíos». El gobierno maliense, debido a su debilidad estructural, no logró acabar con los terroristas. La Unesco solicitó a la comunidad internacional que se movilizara contra estas demoliciones pero no fue posible frenar la tragedia.

## Geografía

Situación de Tombuctú en el curso del río Níger.

La región de Tombuctú, prácticamente desértica, ocupa una superficie de 496 611 km², un área similar a la de España.
La ciudad está situada en la zona norte del río Níger, justo donde este más se acerca al desierto del Sáhara. Fue unida al río mediante canales que aún existen y funcionan. Se sirve por el puerto de Kabara, situado doce kilómetros al este.
Durante siglos la ciudad se ha visto amenazada por el avance de las dunas. Bajo la dirección de la Unesco se han llevado a cabo trabajos para estabilizarlas y preservar la ciudad de su avance.

### Clima
Tombuctú pertenece a la franja más septentrional del Sahel y la más árida. Las precipitaciones anuales están en torno a un promedio de 160 mm y se concentran durante cuatro meses de verano en el momento del monzón. Agosto es el más lluvioso con un total de 63,5 mm, pero las lluvias son irregulares de un año a otro. En cuanto a las temperaturas, experimentan variaciones importantes a lo largo del día. En verano las temperaturas máximas sobrepasan los 40 °C mientras que en invierno las temperaturas mínimas descienden hasta los 15 °C e incluso algo menos. En estas condiciones la vegetación que existe es mínima y los cultivos son imposibles sin riego.
| Parámetros climáticos promedio de Tombuctú, Malí                      | Parámetros climáticos promedio de Tombuctú, Malí | Parámetros climáticos promedio de Tombuctú, Malí | Parámetros climáticos promedio de Tombuctú, Malí | Parámetros climáticos promedio de Tombuctú, Malí | Parámetros climáticos promedio de Tombuctú, Malí | Parámetros climáticos promedio de Tombuctú, Malí | Parámetros climáticos promedio de Tombuctú, Malí | Parámetros climáticos promedio de Tombuctú, Malí | Parámetros climáticos promedio de Tombuctú, Malí | Parámetros climáticos promedio de Tombuctú, Malí | Parámetros climáticos promedio de Tombuctú, Malí | Parámetros climáticos promedio de Tombuctú, Malí | Parámetros climáticos promedio de Tombuctú, Malí |
| Mes                                                                   | Ene.                                             | Feb.                                             | Mar.                                             | Abr.                                             | May.                                             | Jun.                                             | Jul.                                             | Ago.                                             | Sep.                                             | Oct.                                             | Nov.                                             | Dic.                                             | Anual                                            |
| --------------------------------------------------------------------- | ------------------------------------------------ | ------------------------------------------------ | ------------------------------------------------ | ------------------------------------------------ | ------------------------------------------------ | ------------------------------------------------ | ------------------------------------------------ | ------------------------------------------------ | ------------------------------------------------ | ------------------------------------------------ | ------------------------------------------------ | ------------------------------------------------ | ------------------------------------------------ |
| Temp. máx. abs. (°C)                                                  | 41.6                                             | 43.5                                             | 46.1                                             | 48.9                                             | 49.0                                             | 49.0                                             | 46.0                                             | 46.5                                             | 45.0                                             | 48.0                                             | 42.5                                             | 40.0                                             | 49.0                                             |
| Temp. máx. media (°C)                                                 | 30.0                                             | 33.2                                             | 36.6                                             | 40.0                                             | 42.2                                             | 41.6                                             | 38.5                                             | 36.5                                             | 38.3                                             | 39.1                                             | 35.2                                             | 30.4                                             | 36.8                                             |
| Temp. media (°C)                                                      | 22.5                                             | 24.8                                             | 27.5                                             | 33.1                                             | 36.5                                             | 33.5                                             | 31.4                                             | 29.6                                             | 31.2                                             | 28.5                                             | 25.5                                             | 17.3                                             | 28.5                                             |
| Temp. mín. media (°C)                                                 | 13.0                                             | 15.2                                             | 18.5                                             | 22.5                                             | 26.0                                             | 27.3                                             | 25.8                                             | 24.8                                             | 24.8                                             | 22.7                                             | 17.7                                             | 13.5                                             | 21.0                                             |
| Temp. mín. abs. (°C)                                                  | 1.7                                              | 7.5                                              | 7.0                                              | 8.0                                              | 18.5                                             | 17.4                                             | 18.0                                             | 20.0                                             | 18.9                                             | 13.0                                             | 11.0                                             | 3.5                                              | 1.7                                              |
| Lluvias (mm)                                                          | 0.6                                              | 0.1                                              | 0.1                                              | 1.0                                              | 4.0                                              | 16.4                                             | 53.5                                             | 73.6                                             | 29.4                                             | 3.8                                              | 0.1                                              | 0.2                                              | 182.8                                            |
| Días de lluvias (≥ 0.1 mm)                                            | 0.1                                              | 0.1                                              | 0.1                                              | 0.6                                              | 0.9                                              | 3.2                                              | 6.6                                              | 8.1                                              | 4.7                                              | 0.8                                              | 0.0                                              | 0.1                                              | 25.3                                             |
| Horas de sol                                                          | 263.9                                            | 249.6                                            | 269.9                                            | 254.6                                            | 275.3                                            | 234.7                                            | 248.6                                            | 255.3                                            | 248.9                                            | 273.0                                            | 274.0                                            | 258.7                                            | 3106.5                                           |
| Fuente n.º 1: World Meteorological Organization, NOAA (sun 1961–1990) |                                                  |                                                  |                                                  |                                                  |                                                  |                                                  |                                                  |                                                  |                                                  |                                                  |                                                  |                                                  |                                                  |
| Fuente n.º 2: Meteo Climat (record highs and lows)                    |                                                  |                                                  |                                                  |                                                  |                                                  |                                                  |                                                  |                                                  |                                                  |                                                  |                                                  |                                                  |                                                  |

## Economía

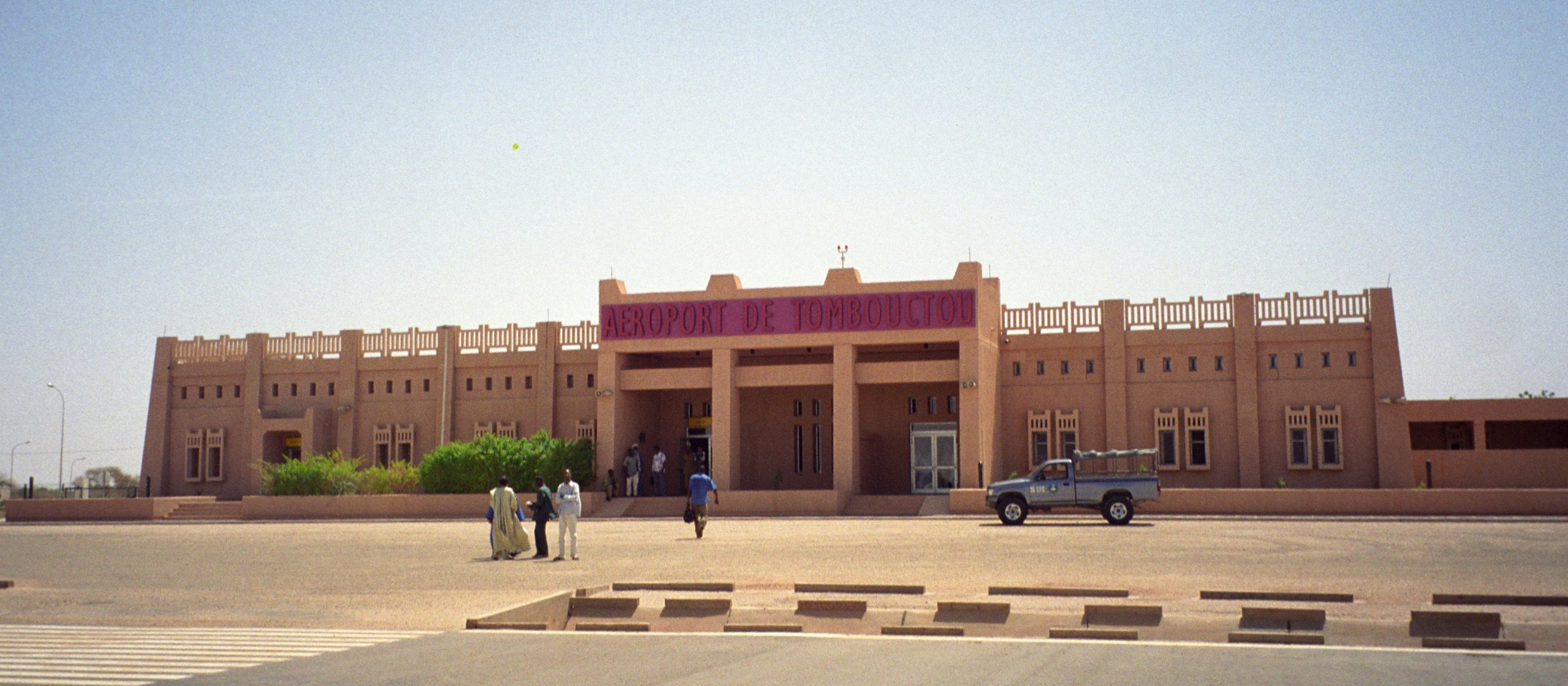
Aeropuerto de Tombuctú.

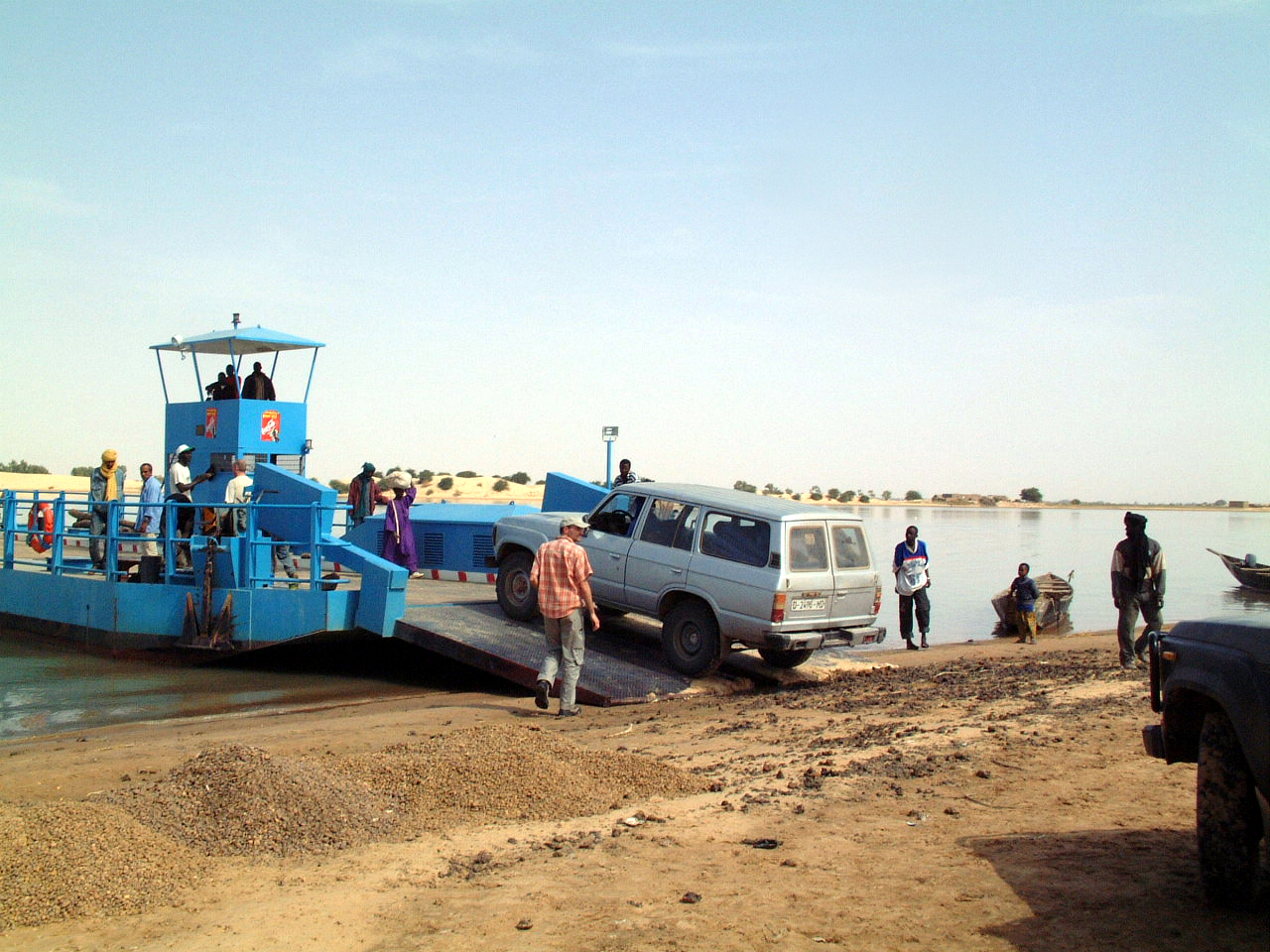
Transbordador en Tombuctú.

La ciudad es el centro económico de la región. Alberga los principales servicios públicos y también es la sede de ONG que trabajan en la zona. Es un centro comercial de productos básicos, especialmente de sal, que se extrae de las minas de Taoudeni (700 km al norte); esta solía llegar a la ciudad en camellos, sin embargo, cada vez llegan menos camellos y más camiones. También se comercia con los textiles, el cuero y varios objetos de artesanía tuareg.
Como principal centro turístico de la región, tiene dos hoteles y varias agencias de viajes.

## Transporte
Se puede llegar a la ciudad en avión en el vuelo semanal que une la ciudad con Mopti (cuando el número de viajeros es suficiente); en coche por el camino que lleva a Douentza; por transbordador a través del río Níger o bien en caravana atravesando el desierto. Un canal, que había desaparecido debido a sedimentación, conectaba la ciudad directamente al río Níger. El gobierno libio financió un proyecto para construir otro canal navegable que llevase de nuevo las aguas del río hasta la ciudad, que se terminó en septiembre de 2007.

## Administración
Tombuctú es la capital de la región del mismo nombre. Asimismo lo es del círculo y de la comuna homónimos.

## Demografía
Tombuctú es la localidad más poblada de la región homónima, con 54 629 habitantes. En torno a un 80 % de ellos hablan una lengua songhay llamada koyra chiini. Grupos más pequeños, que suponían el 10 % de la población cada uno antes de que fuesen expulsados durante la rebelión Tuareg de 1990 a 1995, hablan hasanía y tamashek. Los moriscos que llegaron con la invasión marroquí del siglo XVI y se mezclaron con la población local conservaron su idioma, una mezcla del castellano y del árabe; con el paso del tiempo un gran número de términos castellanos pasaron al songhay. En su época de mayor esplendor, durante el reinado de los Askia, la ciudad contó con más de 100 000 habitantes de diversas etnias: bereberes, árabes, mauritanos, bambas y tuareg.

## Cultura

### Monumentos
La mayor parte del área de la ciudad está dedicada a mercados y espacios públicos. Sus calles son de arena, estrechas y sinuosas.
Uno de los lugares más atrayentes para el visitante es su muralla, de unos 5 km, pero también la Mezquita de Djingareyber (la grande), construida en 1325 por el arquitecto granadino Ishaq Es Saheli, a petición del mansa (emperador de Malí) Musa. Esta es la única mezquita a la que pueden acceder los visitantes no musulmanes.
También es apreciable la belleza de la mezquita de Sankore, convertida en universidad islámica; el Palacio Buctú y la mezquita Sidi Yahya, recuerdos de la edad de oro de esta ciudad.
La desertización y la acumulación de arena traída por el viento seco harmattan, destruyó la vegetación, el abastecimiento de agua y muchas estructuras históricas de la ciudad. A raíz de su declaración como Patrimonio de la Humanidad por la Unesco en 1988 se han desarrollado programas para conservar y proteger la ciudad del avance de las arenas del desierto. Sin embargo, la inestabilidad política (con tintes religiosos) del país ha llevado a la destrucción de templos
A fines de septiembre de 2003, se terminó la construcción de la «Biblioteca Andalusí de Tombuctú», donde se albergan más de 3000 volúmenes con manuscritos, pertenecientes en su mayoría a los siglos XV y XVI. La Caravana del manuscrito andalusí es un documental de Lidia Peralta que narra la historia de estos manuscritos, conocidos como los Manuscritos de Tombuctu.
La ciudad fue nominada a ser una de las Nuevas siete maravillas del mundo moderno; llegó hasta la final, pero finalmente no ganó.

### Música
El tema musical El Cielo del Tíbet de Ana Cirré hace mención a esta ciudad.

## Ciudades hermanadas
Las ciudades hermanadas con Tombuctú son:
- Chemnitz (Alemania)[28][29]
- Hay-on-Wye (Reino Unido)[30]
- Kairuán (Túnez)[28]
- Marrakech (Marruecos)[28]
- Saintes (Francia)[28]
- Tempe (Estados Unidos)[28]
- Tifariti (Sahara Occidental)
- Alhaurín de la Torre (España)